# Aeroportul St. Lewis (Fox Harbour)
Aeroportul St. Lewis (Fox Harbour) (IATA: YFX, ICAO: CCK4) este un aeroport din St. Lewis⁠(d), Newfoundland și Labrador, Canada.
Situat la o altitudine de 23 m, aeroportul dispune de o singură pistă. Este operat de government of Newfoundland and Labrador⁠(d).